# Dendronephthya stocki
Dendronephthya stocki is een zachte koraalsoort uit de familie Nephtheidae. De koraalsoort komt uit het geslacht Dendronephthya. Dendronephthya stocki werd in 1968 voor het eerst wetenschappelijk beschreven door Verseveldt. 